# Scattering di Rayleigh
La diffusione di Rayleigh (pronunciato /ˈreɪli/, che prende il nome dal fisico britannico Premio Nobel John William Strutt Rayleigh) è lo scattering elastico (o diffusione) di un'onda luminosa provocato da particelle piccole rispetto alla lunghezza d'onda dell'onda stessa, che avviene ad esempio quando la luce attraversa un mezzo torbido, soprattutto gas e liquidi o anche solidi con impurezze o inclusioni. Ancora, lo scattering di Rayleigh nelle molecole dell'aria è il motivo principale per cui il cielo appare di colore azzurro.
In particolare, questo scattering avviene per radiazione meno energetica dell'energia di legame dell'elettrone con l'atomo. In questa condizione, il fotone non può intaccare la struttura interna dell'atomo e così la sua energia non cambia. Poiché la diffusione è elastica, la radiazione diffusa ha la stessa frequenza (e lunghezza d'onda) di quella incidente. La radiazione diffusa è detta anche radiazione Rayleigh.

## Scattering da piccole particelle
La quantità di luce che viene diffusa dallo scattering di Rayleigh dipende sia dalle dimensioni della particella sia dalla lunghezza d'onda della luce. Il coefficiente di scattering, e quindi l'intensità della luce diffusa, varia inversamente con la quarta potenza della lunghezza d'onda, secondo la legge di Rayleigh, che si applica a particelle di diametro molto più piccolo della lunghezza d'onda della luce. Lo scattering da particelle più grandi, da circa un decimo della lunghezza d'onda della luce in su, viene trattato dalla teoria di Mie.
Quando un raggio luminoso di lunghezza d'onda λ e intensità I0 colpisce una singola, piccola particella, l'intensità della luce da essa diffusa (I) è data dalla legge:
{\displaystyle I=I_{0}{\frac {(1+\cos ^{2}\theta )}{2R^{2}}}\left({\frac {2\pi }{\lambda }}\right)^{4}\left({\frac {n^{2}-1}{n^{2}+2}}\right)^{2}\left({\frac {d}{2}}\right)^{6}}
dove R è la distanza della particella dall'osservatore, θ l'angolo di diffusione, n l'indice di rifrazione della particella e d è il diametro della particella.
La distribuzione angolare dello scattering di Rayleigh è determinata dal termine (1+cos2 θ), che è un coefficiente simmetrico rispetto al piano normale alla direzione incidente della luce; pertanto la luce diffusa in avanti ha la stessa intensità della luce diffusa indietro. Integrando su una sfera che circonda la particella si può ottenere la sezione d'urto dello scattering di Rayleigh, σs:
{\displaystyle \sigma _{s}={\frac {2\pi ^{5}}{3}}{\frac {d^{6}}{\lambda ^{4}}}\left({\frac {n^{2}-1}{n^{2}+2}}\right)^{2}}
Il coefficiente dello scattering di Rayleigh per un gruppo di particelle distribuite casualmente, incoerenti tra loro, come in un gas, è il numero di particelle per unità di volume N moltiplicato per la sezione d'urto.

## Scattering di Rayleigh da molecole
La teoria di Rayleigh si applica anche e soprattutto alle singole molecole, trattate come particelle puntiformi. In tal caso non si parla né di indice di rifrazione né di diametro della particella, ma della sua polarizzabilità α, che descrive quanto le cariche elettriche della molecola si muoveranno in risposta al campo elettrico oscillante della luce, generando a loro volta una piccola onda elettromagnetica sferica. In questo caso l'intensità dello scattering di Rayleigh per una singola molecola è dato da:
{\displaystyle I=I_{0}{\frac {8\pi ^{4}\alpha ^{2}}{\lambda ^{4}R^{2}}}(1+\cos ^{2}\theta )}
Il coefficiente totale di scattering (la sezione d'urto) di una singola molecola di azoto, che è il componente principale dell'atmosfera, ha un valore di circa 5,1 x 10−31 m2 a una lunghezza d'onda di 532 nm (luce verde). Ciò comporta che a pressione atmosferica per ogni metro di cammino verrà diffusa una frazione di luce di circa 10−5 da parte dell'azoto.

## Il colore azzurro del cielo
La forte dipendenza della diffusione dal reciproco della lunghezza d'onda ({\displaystyle 1/\lambda ^{4}}), implica che la luce blu viene diffusa molto di più della luce rossa. In atmosfera quindi i "fotoni blu" vengono diffusi quando l'onda attraversa il cielo ed è questa la ragione per cui si può vedere la luce blu arrivare da tutte le regioni del cielo mentre gli altri fotoni derivano più direttamente dal sole. Si noti che, nonostante si usi il termine fotone, la teoria dello scattering di Rayleigh è stata sviluppata con l'elettromagnetismo classico, senza fare ricorso alla meccanica quantistica.
Per lo stesso motivo la diffusione di Rayleigh è responsabile del colore rosso che assumono gli oggetti, le nuvole, etc. al tramonto o all'alba. In queste condizioni infatti i raggi solari attraversano uno spessore maggiore di atmosfera terrestre e dunque incontrano un maggior numero di centri diffusori, cosicché non solo i fotoni blu, ma anche quelli gialli sono diffusi. Il risultato è che la luce solare è privata di tutte le componenti dello spettro eccetto il rosso. Il cielo tuttavia rimane blu a causa del gran numero di fotoni blu sempre diffusi nell'alta atmosfera.
A questo punto risulta naturale chiedersi il motivo per cui il cielo è blu anziché viola poiché, in accordo con la legge di Rayleigh e della dipendenza inversa con la quarta potenza della lunghezza d'onda, sarebbe naturale aspettarsi un cielo di questo colore. Uno dei fattori è dato dal fatto che l'occhio umano risulta essere più sensibile alla lunghezza d'onda corrispondente alla luce blu anziché a quella viola avendo dei fotorecettori che possiedono una sensibilità maggiore per questo colore. Inoltre, la luce che proviene dal sole è composta da un maggior numero di fotoni nel blu piuttosto che nel viola. Il colore "celeste" che noi vediamo deriva quindi dalla sovrapposizione (una "media pesata") dei colori che ci arrivano dal cielo, soprattutto viola, blu e, in parte minore, verde.